# Computerspelontwikkelaar
Een computerspelontwikkelaar is een softwareontwikkelaar of -bedrijf dat is gespecialiseerd in het ontwikkelen van computerspellen. Met een computerspelontwikkelaar wordt ofwel een persoon of een bedrijf bedoeld. Een computerspelbedrijf heeft vaak werknemers die elk gespecialiseerd zijn op een specifiek aspect van computerspelontwikkeling, zoals kunst, programmering, ontwerp of testen.

## Typen computerspelbedrijven
Computerspelbedrijven worden meestal onderverdeeld in vier verschillende typen die elk te maken hebben met de exclusiviteit van de spellen in productie en de onafhankelijk van het bedrijf ten opzichte van een spelcomputerfabrikant.

### First-party
First-party ontwikkelaars (ook wel in-house ontwikkelaars) zijn ontwikkelstudio's die direct voor een specifieke consolefabrikant werken. Die kunnen onder dezelfde naam van de fabrikant werken (Nintendo) of als een dochteronderneming van het bedrijf fungeren (Guerrilla Games, Naughty Dog). In contrast met de ontwikkelaars, hoeft een first-party spel enkel uitgegeven te worden door de fabrikant om first-party te zijn; de ontwikkeling ervan kan door een externe of derde partij worden voltrokken (Halo-serie).

### Second-party
Second-party ontwikkelaars zijn ontwikkelaars (mogelijk als dochteronderneming van een consolefabrikant) die voor een intellectueel eigendom een contract afsluiten met een consolefabrikant om het spel exclusief uit te laten komen voor een bepaalde spelconsole.

### Third-party
Alle computerspelbedrijven die niet als first of second party worden bestempeld, worden third-partyontwikkelaars (in het Nederlands ook wel derden) genoemd. Zij zijn voornamelijk onafhankelijk van de fabrikant van de spelcomputer, maar kunnen wel dochterondernemingen zijn van een ander bedrijf.

### Indie
Computerspellen die gemaakt zijn door kleine en onafhankelijke ontwikkelaars vallen onder de noemer indie. Indies bestaan voornamelijk uit één tot vijf personen die spellen maken met een klein budget. Vaak wordt er van indiespellen geen retailversie uitgebracht en wordt het spel gedistribueerd via online platformen zoals Steam, Xbox Live Arcade, PlayStation Network of de Nintendo eShop.